# Ашё-ан-Амьенуа (кантон)

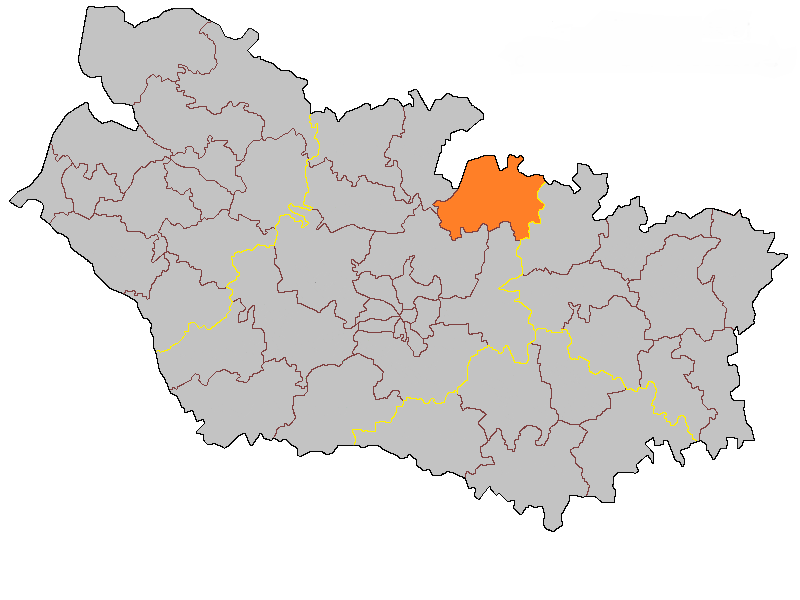
Кантон Ашё-ан-Амьенуа на карте департамента Сомма

Ашё-ан-Амьенуа (фр. d'Acheux-en-Amiénois) — упраздненный кантон во Франции, находился в регионе Пикардия, департамент Сомма. Входил в состав округа Амьен.
В состав кантона входят коммуны (население по данным Национального института статистики за 2009 г.):
- Англебельме (247 чел.)
- Аркев (150 чел.)
- Арпонвиль (166 чел.)
- Ашё-ан-Амьенуа (550 чел.)
- Беанкур (83 чел.)
- Бертранкур (214 чел.)
- Бю-ле-Артуа (148 чел.)
- Варенн (206 чел.)
- Вошель-ле-Оти (130 чел.)
- Коленкам (91 чел.)
- Куаньё (48 чел.)
- Курсель-о-Буа (81 чел.)
- Леальвилле (182 чел.)
- Луванкур (264 чел.)
- Майи-Майе (618 чел.)
- Марьё (111 чел.)
- Оти (293 чел.)
- Пюшевилле (515 чел.)
- Реншеваль (286 чел.)
- Санли-ле-Сек (284 чел.)
- Сен-Леже-ле-Оти (90 чел.)
- Тутанкур (508 чел.)
- Тьевр (62 чел.)
- Форсвиль (169 чел.)
- Эдовиль (103 чел.)
- Эриссар (540 чел.)

## Экономика
Структура занятости населения:
- сельское хозяйство — 26,6 %
- промышленность — 2,7 %
- строительство — 10,8 %
- торговля, транспорт и сфера услуг — 27,5 %
- государственные и муниципальные службы — 32,5 %

## Политика
На президентских выборах 2012 г. жители кантона отдали в 1-м туре Николя Саркози 29,1 % голосов против 25,4 % у Марин Ле Пен и 23,9 % у Франсуа Олланда, во 2-м туре в кантоне победил Саркози, получивший 54,3 % голосов (2007 г. 1 тур: Саркози — 32,3 %, Сеголен Руаяль — 19,9 %; 2 тур: Саркози — 57,9 %). На выборах в Национальное собрание в 2012 г. по 5-му избирательному округу департамента Сомма они поддержали кандидата партии Новый центр Стефана Демийи, набравшего 49,2 % голосов в 1-м туре и 62,7 % - во 2-м туре. На региональных выборах 2010 года в 1-м туре победил список «правых», собравший 27,0 % голосов против 23,7 % у списка социалистов. Во 2-м туре «левый список» с участием социалистов и «зелёных» во главе с Президентом регионального совета Пикардии Клодом Жеверком получил 42,5 % голосов, «правый» список во главе с мэром Бове Каролин Кайё занял второе место с 36,9 %, а Национальный фронт с 20,6 % финишировал третьим.
|  | Кандидат      | Партия             | % голосов |
|  | ------------- | ------------------ | --------- |
|  | Жан-Поль Ниго | Левые партии       | 57,53     |
|  | Жак Госслен   | Правые партии      | 19,49     |
|  | Седрик Вассёр | Национальный фронт | 22,98     |

|  | Кандидат        | Партия                    | % голосов |
|  | --------------- | ------------------------- | --------- |
|  | Жан-Поль Ниго   | Левые партии              | 51,64     |
|  | Жак Пиллон      | Правые партии             | 18,39     |
|  | Паскаль Фрадкур | Союз за народное движение | 14,66     |
|  | Жаклин Латрюв   | Национальный фронт        | 11,03     |
|  | Клод Донне      | Коммунистическая партия   | 4,29      |